# Dicranomyia andinalta
Dicranomyia andinalta är en tvåvingeart som först beskrevs av Alexander 1957.  Dicranomyia andinalta ingår i släktet Dicranomyia och familjen småharkrankar.
Artens utbredningsområde är Peru. Inga underarter finns listade i Catalogue of Life.